# Sant'Andrea Frius
Sant'Andrea Frius é uma comuna italiana da região da Sardenha, na província da Sardenha do Sul, com  cerca de 1.894 habitantes. Estende-se por uma área de 36 km², tendo uma densidade populacional de 53 hab/km². Faz fronteira com Barrali, Dolianova, Donòri, Ortacesus, San Basilio, San Nicolò Gerrei, Senorbì, Serdiana.

## Demografia
| Variação demográfica do município entre 1861 e 2011                               |
|                                                                                   |
| Fonte: Istituto Nazionale di Statistica (ISTAT) - Elaboração gráfica da Wikipedia |